# Bellator 130
Bellator 130: Newton vs. Vassell foi um evento de artes marciais mistas promovido pelo Bellator MMA ocorrido em 24 de outubro de 2014 no Kansas Star Arena em Mulvane, Kansas. O evento foi transmitido ao vivo na Spike TV nos Estados Unidos.

## Background
O evento teve como luta principal a luta pelo Cinturão Meio Pesado do Bellator entre o campeão Emanuel Newton e o desafiante Linton Vassell.

## Card Oficial
Nota 1 Pelo Cinturão Meio Pesado do Bellator.

## Ligações Externas
1. ↑  Nota 1